# Mastitis carcinomatosa
Mastitis carcinomatosa, ook wel inflammatoir carcinoom genoemd, is een zeer zeldzame maar zeer agressieve vorm van borstkanker die zich snel door de borst verspreidt. Niet te verwarren met mastitis of borstontsteking.
Bij deze vorm van borstkanker blokkeren kankercellen de lymfevaten in de huid van de borst. De borst is rood en voelt gezwollen en warm aan, meestal zonder een specifiek knobbeltje. Daarbij wordt er vaak een zogenaamde peau d'orange waargenomen, waarbij de huid eruitziet als de huid van een sinaasappel, met kleine putjes. Dit wordt veroorzaakt door een toename van vocht, oedeem, in de borst. Ook kan de huid van de borst roze, roodachtig paars, als bij een bloeduitstorting, worden. Andere symptomen van deze vorm van borstkanker zijn pijn, een branderig gevoel, jeuk, ingetrokken tepels en een toename van de omvang van de borst. Deze symptomen ontwikkelen zich snel: een cupmaat verschil in een paar dagen tijd is niet uitzonderlijk.

## Behandeling
Deze vorm van borstkanker wordt multidisciplinair behandeld en begint meestal met (neo-adjuvante) chemotherapie gevolgd door mogelijk operatie, bestraling, hormoontherapie en/of immunotherapie.

## Onderzoek
Aangezien dit een zeldzame vorm van borstkanker is (1% van alle borstkankers), en groepen patiënten dus erg klein zijn, is gericht onderzoek naar deze specifieke vorm van borstkanker erg lastig en is over deze vorm relatief weinig bekend. Wel is bekend dat mastitis carcinomatosa minder vaak hormoongevoelig is en vaak als eerste uitzaait naar de lymfeklieren.

## Prognose
Mastitis carcinomatosa heeft een minder gunstige prognose ten opzichte van de andere vormen van borstkanker. De 5 jaars overlevingskans is gemiddeld ongeveer 25%. Verkeerde diagnoses (door verwarring met mastitis) en/of vertraging bij het stellen van de diagnose komt bij deze uitzonderlijke vorm vaker voor en daarmee de kans dat de kanker zich al heeft uitgezaaid voor de (juiste) diagnose gesteld is. De gemiddelde leeftijd bij diagnose is bij mastitis carcinomatosa lager dan bij andere types borstkanker.